# 100 francia frank (bankjegy, Corneille-típus)

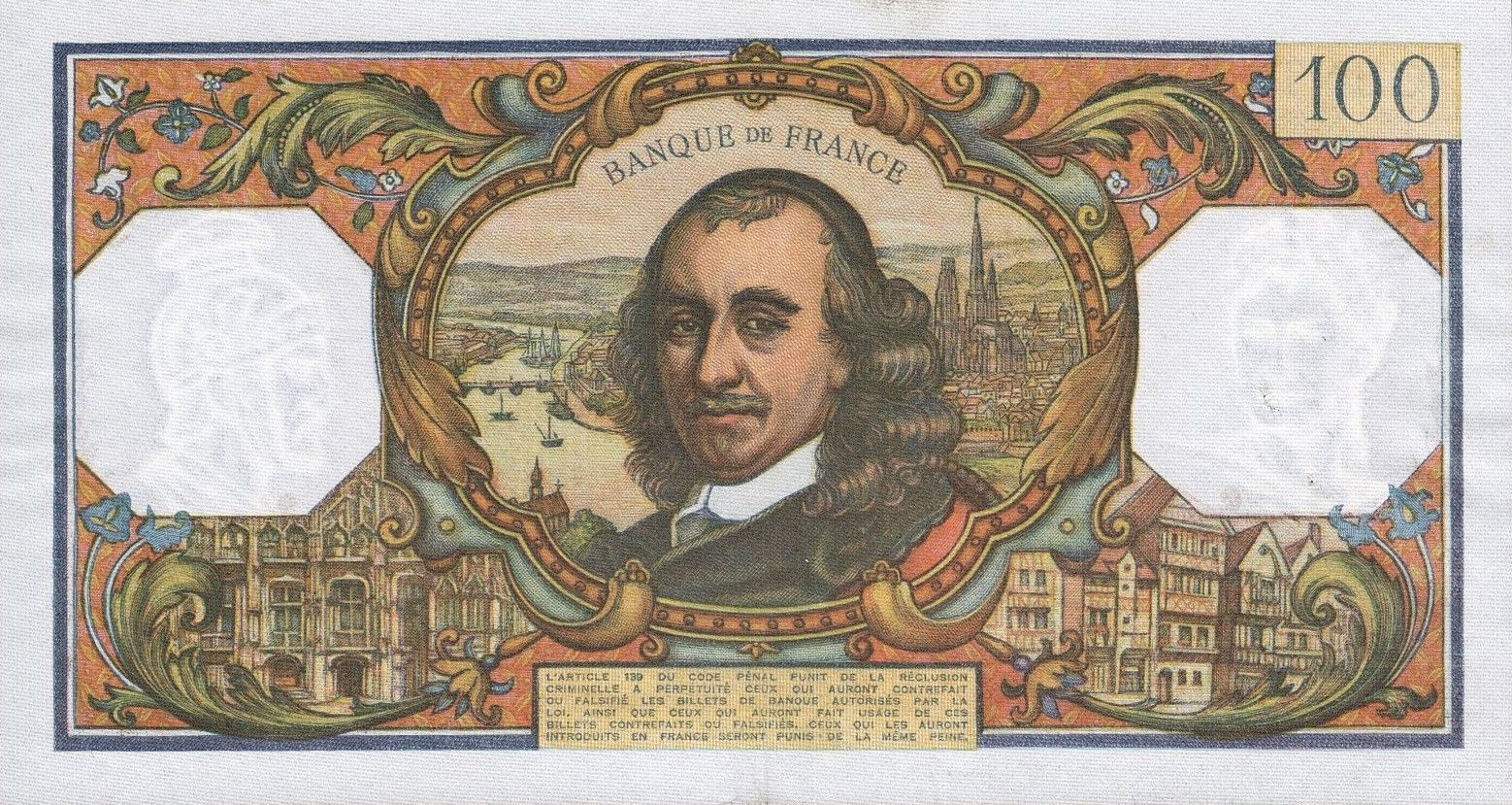
100 francia frank, Corneille-típus, hátoldal.

A francia frank Pierre Corneille típusú 100-as címletét a Banque de France által kibocsájtott legszebb bankjegyek közé sorolják. Különlegességét többek között a megkettőzött vízjelmező adja. 

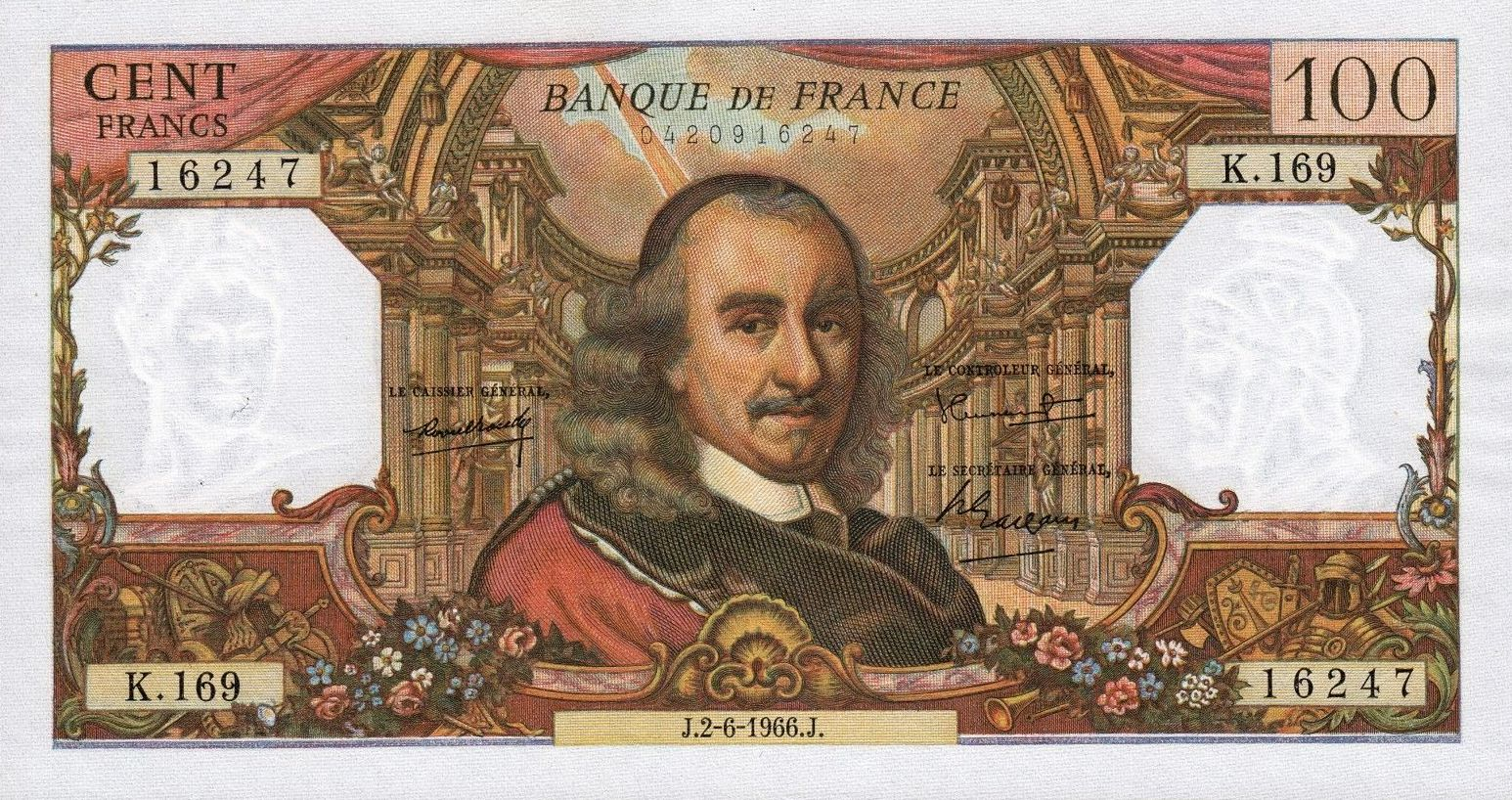
100 francia frank 1966. június 2. Corneille-típus.

## Története
Az 1960-as valutareformmal bevezetett új, „nehéz frank” (franc lourd) - 1 új frank 100 régivel (anciens francs) volt egyenértékű - második címletsorába tartozott a Pierre Corneille (Rouen, 1606. június 6. – Párizs, 1684. október 1.), a mind a tragédia, mind a komédia műfajában örök érvényűt alkotó francia klasszicista drámaíró portréjával kibocsájtott 100 frankos. A franciás stílusnak megfelelően mindkét oldal más-más háttér előtt ugyan, de őt ábrázolja. Corneille -nek olyan műveket köszönhetünk, mint a Rodrigo Díaz de Vivar-ról (1043-1095) szóló Cid, A Horatiusok, Cinna, a Pompeius halála, a Rodogune, a Surene, vagy Kempis Tamás (Thomas a Kempis, 1379-1471) felbecsülhetetlen jelentőségű, a kereszténység egyik legnagyobb hatású vallásos művének tartott Krisztus követése (De imitatione Christi) című misztikus, spirituális könyvének francia fordítása. Kora francia nagyságai, mint Richelieu bíboros (1585-1642) és Mazarin bíboros (1602-1661) főminiszterek, de maga XIV. Lajos (1643-1715), a Napkirály is a pártfogói, támogatói közé számítottak.
A bankjegyet a neves tervező, Henri Eugéne Jean Marie Lefeuvre (1882-1975) alkotta, csakúgy mint a Voltaire-típusú 10 frankost, a IV. Henrik portrés valutareform előtti 5000 frankost, illetve új 50 frankost és a Molière 500 frankost.
A címlet nyomtatása 1964. április 2-án vette kezdetét, forgalomban 1965. január 19-től 1985. március elsejéig volt. Összesen 3 120 000 000 példányban került forgalomba. 

## Leírása

### Előoldal
Az előoldali Corneille ábrázolás Charles Le Brun (1619-1690) Versailles -ben látható (Musée National de Versailles et des Trianons), 1647-es festménye alapján készült. A háttérben a Királyi Opera Versailles -ban, elől virágfüzérek és fegyvertrófeák (trophées d'armes).

### Hátoldal
A hátoldalon Corneille képmása ablakban, szülővárosa, Rouen 17. századi látképével. Oldalt alul balra az Igazságügyi Palota (Le Palais de Justice) épülete, ahol ügyészként tevékenykedett, jobbra pedig a szülőháza látható.

### Vízjel
A bal oldali vízjelmezőben babérkoszorús római férfi, a jobb oldaliban pedig tollforgós attikai típusú lovassági sisakos római katona képmása látható.

### Méret
Mérete: 172 X 92 mm.

### Biztonsági elemek
Metszetmélynyomtatás (intaglio technika), polychrom (többszínű) nyomtatás és vízjel, speciális, különlegesen vékony, de erős, hártyaszerű, jellegzetes francia bankjegypapír.

### Feliratok
Banque de France; Cent Francs; Le Controleur Général; Le Caissier Général; Le Secrétaire Général; L'Article 139 du Code Pénal Punit de la Réclusion Criminelle a Perpetuité Ceux qui Auront Contrefait ou Falsifié les Billets de Banque Autorisés par la Loi, Ainsi que Ceux qui Auront Fait Usage de Ces Billets Contrefaits ou Falsifiés. Ceux Qui les Auront Introduits en France Seront Punis de la Même Peine.

### Változatai
A típus bankjegyein szereplő hitelesítő aláírás (Le Controleur Général, Le Caissier Général, Le Secrétaire Général) és dátumváltozatok:
- Tondu / Gouin d'Ambričres / Gargam: 02.04.1964 - 02.12.1965
- Tondu / Morant / Gargam: 03.02.1966 - 06.04.1967
- Tondu / Bouchet / Morant: 05.10.1967 - 01.04.1971
- Vergnes / Bouchet / Morant: 01.07.1971 - 03.10.1974
- Tronche / Bouchet / Morant: 06.02.1975 - 06.11.1975
- Strohl / Bouchet / Tronche: 02.01.1976 - 01.02.1979[4][5]